# Élections législatives de 1936 dans le Cantal
Les élections législatives françaises de 1936 ont lieu les 26 avril et 3 mai.

## Élus
| Député élu        | Groupe politique | Groupe politique                             |
| ----------------- | ---------------- | -------------------------------------------- |
| Paul Bastid       |                  | SFIO                                         |
| Fernand Talandier |                  | Gauche démocratique et radicale indépendante |
| Maurice Montel    |                  | Gauche indépendante                          |

## Résultats à l'échelle du département
| Partis         | Partis                                          | Premier tour | Premier tour | Deuxième tour | Deuxième tour | Sièges |
| Partis         | Partis                                          | Voix         | %            | Voix          | %             | Sièges |
| -------------- | ----------------------------------------------- | ------------ | ------------ | ------------- | ------------- | ------ |
|                | Républicains de gauche                          | 13 839       | 29,18        | 7 916         | 22,44         | 1      |
|                | Section française de l'Internationale ouvrière  | 10 371       | 21,87        | 5             | 0,01          | 0      |
|                | Gauche indépendante                             | 7 444        | 15,70        | 8 771         | 24,87         | 1      |
|                | Radicaux indépendants                           | 7 311        | 15,42        | 8 749         | 24,81         | 0      |
|                | Parti républicain radical et radical-socialiste | 5 923        | 12,49        | 9 829         | 27,87         | 1      |
|                | Parti communiste-SFIC                           | 2 539        | 5,35         |               |               | 0      |
|                |                                                 |              |              |               |               |        |
| Inscrits       | Inscrits                                        | 59 069       | 100,00       | 44 152        | 100,00        | 3      |
| Votants        | Votants                                         | 48 062       | 81,37        | 35 721        | 80,90         |        |
| Abstentions    | Abstentions                                     | 11 007       | 18,63        | 8 431         | 19,10         |        |
| Blancs et nuls | Blancs et nuls                                  | 635          | 1,32         | 451           | 1,26          |        |
| Exprimés       | Exprimés                                        | 47 427       | 98,68        | 35 270        | 98,74         |        |

## Résultats par arrondissement

### Arrondissement d'Aurillac
| Candidats      | Candidats      | Étiquette      | Premier tour | Premier tour | Deuxième tour | Deuxième tour |
| Candidats      | Candidats      | Étiquette      | Voix         | %            | Voix          | %             |
| -------------- | -------------- | -------------- | ------------ | ------------ | ------------- | ------------- |
|                | Paul Bastid    | PRRRS          | 5 923        | 31,41        | 9 829         | 52,91         |
|                | Ramond         | Rad. Indé.     | 7 311        | 38,77        | 8 749         | 47,09         |
|                | Deixonne       | SFIO           | 4 881        | 25,88        |               |               |
|                | Batedou        | PC-SFIC        | 742          | 3,93         |               |               |
|                |                |                |              |              |               |               |
| Inscrits       | Inscrits       | Inscrits       | 22 780       | 100,00       | 22 780        | 100,00        |
| Votants        | Votants        | Votants        | 19 187       | 84,23        | 18 904        | 82,99         |
| Abstention     | Abstention     | Abstention     | 3 593        | 15,77        | 3 876         | 17,01         |
| Blancs et nuls | Blancs et nuls | Blancs et nuls | 330          | 1,72         | 326           | 1,72          |
| Exprimés       | Exprimés       | Exprimés       | 18 857       | 98,28        | 18 578        | 98,28         |

### Arrondissement de Mauriac
| Candidats      | Candidats         | Étiquette      | Premier tour | Premier tour |
| Candidats      | Candidats         | Étiquette      | Voix         | %            |
| -------------- | ----------------- | -------------- | ------------ | ------------ |
|                | Fernand Talandier | Rép. de gauche | 6 592        | 55,47        |
|                | Henry Fontanier   | SFIO           | 4 820        | 40,56        |
|                | Rychen            | PC-SFIC        | 472          | 3,97         |
|                |                   |                |              |              |
| Inscrits       | Inscrits          | Inscrits       | 14 917       | 100,00       |
| Votants        | Votants           | Votants        | 11 991       | 80,38        |
| Abstention     | Abstention        | Abstention     | 2 926        | 19,62        |
| Blancs et nuls | Blancs et nuls    | Blancs et nuls | 107          | 0,89         |
| Exprimés       | Exprimés          | Exprimés       | 11 884       | 99,11        |

### Arrondissement de Murat Saint-Flour
| Candidats      | Candidats               | Étiquette      | Premier tour | Premier tour | Deuxième tour | Deuxième tour |
| Candidats      | Candidats               | Étiquette      | Voix         | %            | Voix          | %             |
| -------------- | ----------------------- | -------------- | ------------ | ------------ | ------------- | ------------- |
|                | Maurice Montel          | Gauche indé.   | 7 444        | 44,61        | 8 771         | 52,55         |
|                | Stanislas de Castellane | Rép. de gauche | 7 247        | 43,43        |               |               |
|                | Aymard                  | PC-SFIC        | 1 325        | 7,94         |               |               |
|                | Talandier               | SFIO           | 670          | 4,02         | 5             | 0,03          |
|                | Sagette                 | Rép. de gauche |              |              | 7 916         | 47,42         |
|                |                         |                |              |              |               |               |
| Inscrits       | Inscrits                | Inscrits       | 21 372       | 100,00       | 21 372        | 100,00        |
| Votants        | Votants                 | Votants        | 16 884       | 79,00        | 16 817        | 78,69         |
| Abstention     | Abstention              | Abstention     | 4 488        | 21,00        | 4 555         | 21,31         |
| Blancs et nuls | Blancs et nuls          | Blancs et nuls | 198          | 1,17         | 125           | 0,74          |
| Exprimés       | Exprimés                | Exprimés       | 16 686       | 98,83        | 16 692        | 99,26         |